# Chahchaheh
Chahchaheh (persiska: چهچهه) är en ort i Iran.   Den ligger i provinsen Khorasan, i den nordöstra delen av landet, 800 km öster om huvudstaden Teheran. Chahchaheh ligger 475 meter över havet och antalet invånare är 584.
Terrängen runt Chahchaheh är kuperad åt sydost, men åt nordväst är den platt. Chahchaheh ligger nere i en dal. Runt Chahchaheh är det ganska tätbefolkat, med 185 invånare per kvadratkilometer. Det finns inga andra samhällen i närheten. Omgivningarna runt Chahchaheh är i huvudsak ett öppet busklandskap.